# Чемпионат СССР по тяжёлой атлетике 1938
15-й чемпионат СССР по тяжёлой атлетике прошёл с 24 по 27 апреля 1938 года в Киеве (Украинская ССР). В нём приняли участие 280 атлетов, которые были разделены на 6 весовых категорий и соревновались в троеборье (жим, рывок и толчок).

## Медалисты
| Категория                    | Золото                                | Золото                       | Серебро                                | Серебро                      | Бронза                                | Бронза                       |
| До 56 кг (легчайший вес)     | Митрофан Косарев «Строитель» (Москва) | 285 кг (80 + 87,5 + 117,5)   | Александр Донской «Темп» (Киев)        | 282,5 кг (82,5 + 90 + 110)   | Александр Конкин «Правда» (Киев)      | 275 кг (85 + 85 + 105)       |
| До 60 кг (полулёгкий вес)    | Георгий Попов «Спартак» (Киев)        | 317,5 кг (90 + 100 + 127,5)  | Моисей Касьяник «Строитель» (Тбилиси)  | 310 кг (95 + 95 + 120)       | Иван Добринский «Спартак» (Сталино)   | 290 кг (82,5 + 90 + 117,5)   |
| До 67,5 кг (лёгкий вес)      | Николай Шатов «Динамо» (Ленинград)    | 347,5 кг (102,5 + 110 + 135) | Израиль Механик «Локомотив» (Москва)   | 335 кг (105 + 102,5 + 127,5) | Юзеф Полонский «Спартак» (Киев)       | 330 кг (100 + 100 + 130)     |
| До 75 кг (средний вес)       | Константин Милеев «Темп» (Минск)      | 352,5 кг (102,5 + 110 + 140) | Николай Кошелев «Зенит» (Ленинград)    | 345 кг (100 + 105 + 140)     | Дмитрий Поляков «Динамо» (Москва)     | 342,5 кг (102,5 + 105 + 135) |
| До 82,5 кг (полутяжёлый вес) | Ефим Хотимский «Спартак» (Киев)       | 382,5 кг (122,5 + 115 + 145) | Александр Божко Красная Армия (Москва) | 362,5 кг (102,5 + 110 + 150) | Иван Кириченко «Наука» (Харьков)      | 352,5 кг (100 + 107,5 + 145) |
| Свыше 82,5 кг (тяжёлый вес)  | Яков Куценко «Локомотив» (Киев)       | 410 кг (122,5 + 125 + 162,5) | Пётр Петров «Строитель» (Москва)       | 392,5 кг (120 + 120 + 152,5) | Константин Назаров «Спартак» (Москва) | 372,5 кг (110 + 115 + 147,5) |